# Rurima
Rurima is een klein eiland in de Bay of Plenty in Nieuw-Zeelands Noordereiland.
Rurima is het grootste eiland van de Rurima Rocks, een kleine eilandengroep waarvan ook Moutoki en Tokata, die op zo'n 1 kilometer oostelijk en westelijk liggen, deel van uitmaken. 
9 kilometer naar het westen ligt het eiland Moutohora. En 10 kilometer noordwestelijk ligt de monding van de Ragitaiki-rivie. De Rurima Rotsen zijn een onbewoond natuurreservaat dat eigendom is van het Ngāti Awa iwi. De kiore (Polynesische rat) werd uitgeroeid in de jaren tachtig en Moutoki Island is lange tijd een buitenpost geweest voor brughagedissen. De dichtstbijzijnde nederzetting is Thornton, ongeveer 1 km stroomopwaarts aan de monding van de Rangitaiki.
Rurima is ongeveer 500 m lang, met baaien en zandstranden aan de noordwestkant. Een breed maar ondiep rif, bijna een lagune, strekt zich uit ten noorden van het met pohutukawa bedekte eiland. Snorkelen, duiken en kajakken zijn hier populaire activiteiten. Het wrak van de SS Tasman, dat zich in 1912 boorde in het rif, ligt vlakbij. Er is enige geothermische activiteit op en nabij de eilanden.